# Sinus sphéno-pariétal
Le sinus sphéno-pariétal (ou sinus de Breschet ou sinus de la petite aile) fait partie des sinus de la dure-mère pairs qui drainent le sang encéphalique vers les veines jugulaires internes.

## Trajet
Le sinus sphéno-pariétal suit le bord postérieur de la petite aile de l'os sphénoïde.
Il se poursuit par le sinus caverneux.

## Zone de drainage
Le sinus sphéno-pariétal draine la veine cérébrale moyenne superficielle, la veine diploïque temporale antérieure vers le sinus caverneux.